# Batet de la Serra

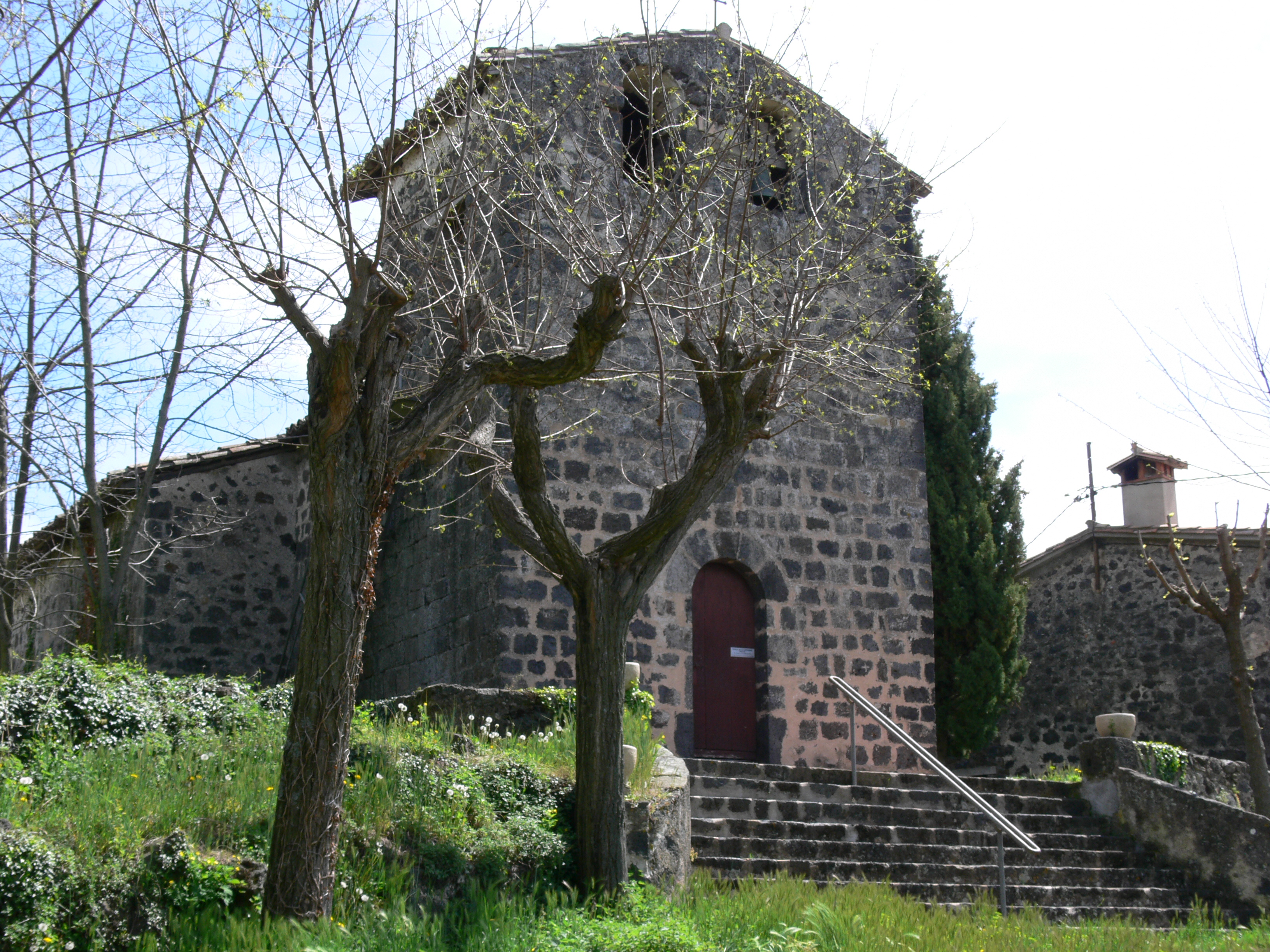
Santuari de la Trinitat de Batet.

Batet de la Serra és un poble i antic municipi de la Garrotxa, que des del 1971 forma part del municipi d'Olot.

## Etimologia
El nom de Batet ja surt mencionat en la forma actual en un document de l'any 977, i és d'origen desconegut. L'afegit de la Serra fa referència a la serra de Batet, on s'assenta el poble, i serveix per diferenciar-lo del nucli de Batet del municipi de Ribes de Freser.

## Geografia
L'antic terme municipal de Batet de la Serra, de poca extensió, 8,73 km², està situat a l'anomenat altiplà de Batet (o Serra de Batet) en un terreny de materials basàltics puntejat per una sèrie de petits antics volcans, com el Pujalós, el Puig Astrol, i els vessants nord del Croscat, cobert en una bona part per una amplia extensió forestal, poblada de boscs de roures i alzines. L'antic municipi era envoltat pels termes d'Olot (oest i sud), de Santa Pau (sud i est) i de Sant Joan les Fonts (nord). La principal via de comunicació és la carretera comarcal d'Olot a Santa Pau, que passa pel sector meridional de l'antic terme, de la qual puja un brancal vers el santuari de la Trinitat i vers la parròquia.
|      | Sant Joan les Fonts |           |
| Olot |                     |           |
|      |                     | Santa Pau |

## Població i economia
La població està disseminada en una sèrie de masies i l'economia s'ha basat sempre en les activitats agropecuàries: els conreus, aprofitant el caràcter productiu dels terrenys volcànics, es destinen a blat, blat de moro, patates, mongetes i hortalisses i té també força importància la cria de bestiar (boví, de llana, a més d'aviram i conills. Aquesta configuració agrària i la manca de qualsevol mena d'indústria important van produir a partir de 1970 una forta davallada de la població com a conseqüència de la manca de sortides per al joves, que se'n anaven a Olot a la recerca de treball, i que explica la incorporació del terme al municipi olotí.
Aquesta població havia estat tradicionalment escassa, amb alguns alts i baixos: a mitjan segle xiv, Batet comptava amb 55 focs (unes 250 persones) que en el fogatjament del 1553 havien davallat a 37 (dels quals 35 eren laics i 2 capellans) i tampoc durant el segle xviii, període d'expansió demogràfica arreu del país, no experimentà cap guany, ja que els 241 habitants del 1718 havien passat a 237 el 1787, amb una manca de resposta davant la conjuntura favorable de l'època. El cens de 1860 mostra una bona puja i el màxim (688 habitants) a la qual seguí una forta davallada fins a l'any 1900 (396 habitants). Després d'una recuperació al voltant del 1930 (629 habitants), la corba ha estat descendent fins a la incorporació a Olot. El 2004 tenia 252 habitants.

## Llocs d'interès
El poble es troba centrat per l'església parroquial de Santa Maria, una de les més antigues de la comarca, documentada des de l'any 977, que antigament havia estat una escola i una rectoria. Més d'un quilòmetre al sud-est de la parròquia hi ha el santuari de la Trinitat, d'origen romànic, documentat des del segle xiii, i enlairat a 743 metres d'altitud.
Altres llocs d'interès dins el terme de Batet són l'antiga torre fortificada dita la torre de les Bisaroques, bastida el 1835 al cim d'un antic cràter volcànic, de la qual nomes resten unes parets de poca alçada, a l'extrem de ponent, prop del riu Fluvià, i un jaciment arqueològic trobat el 1927, a Can Godomar, amb restes humanes i trossos de gerres, plats i teules de ceràmica d'influència ibèrica. Algun historiador ha defensat la teoria que prop de Batet passava un important camí secundari de la via romana que enllaçava Empúries amb l'interior. També destaca la font Faja i els quatre volcans que es troben al seu terme: el Puig Astrol, el Pujalós, el Puig de la Garsa i una part del Croscat.
Entre les masies més antigues del terme, a més de Godomar i la Planella, hi ha Can Sila, Can Pujol, Sarguetal, Casadavall, la Rovira, Fagella Brugada, la Mata, el Solà (dels Solà-Morales), la Comadamont, la Comadavall, o el mas de Puig-alís.

## Història
Fins al decret de Nova Planta (primer terç del Segle XVIII), Batet va pertànyer a la Vegueria de Besalú , i més endavant al Corregiment de Girona, fins a la fi de l'Antic Règim Senyorial (Baronia de Santa Pau) amb la formació de les províncies el primer terç del Segle XIX. Olot, en canvi, formava part de la Vegueria de Camprodon i més endavant del Corregiment de Vic, senyorejat pel Monestir de Ripoll.

## Política
Des de l'annexió a Olot el 1971, Batet ha mantingut la figura del batlle, que fa de connexió entre els veïns del poble i l'Ajuntament d'Olot. L'actual batlle és, des del 2009, Tavi Algueró. El batlle, juntament amb cinc vocals, formen la Junta Veïnal de Batet de la Serra, celebren una assemblea que fa de ple municipal i que es reuneix un cop al mes. Malgrat tot, Batet de la Serra no està constituït com una entitat municipal descentralitzada.

## Esdeveniments
- Festa Major: se celebra al juny. Antigament, se celebrava el 15 d'agost, per santa Maria.[5]
- Fira del Fajol: se celebra el segon cap de setmana de febrer des de l'any 2006.
- Trobada d'amics de Batet: s'organitza a l'agost des del 1995.
- Caminada de Batet: organitzada cada maig des de 1984.

## Personatges il·lustres
Fou fill de Batet en Manuel Prat i Pujoldevall (1873-1947), dominic i missioner. A Batet hom li erigí una làpida el 1947.